# Mavis Pusey
Mavis Iona Pusey (17 tháng 9 năm 1928–20 tháng 4 năm 2019) là một nghệ sĩ trừu tượng người Mỹ gốc Jamaica.

## Giáo dục và giáo dục sớm
Pusey sinh ngày 17 tháng 9 năm 1928, tại Retreat, Jamaica, với cha mẹ đã chết khi bà còn nhỏ. Từ năm chín tuổi, bà đã học may và may váy từ người dì mà bà sống cùng. Công việc đầu tiên của bà là tại một nhà máy quần áo ở Kingston.
Khi cô 18 tuổi, cô đăng ký vào trường thời trang Traphagen ở New York. Sau đó, bà chuyển sang Art Student League, cho phép bà có thời gian làm việc tại một cửa hàng áo cưới để tự hỗ trợ tài chính. Bà đã giành được học bổng từ Quỹ Ford và học theo Will Barnet, một họa sĩ và nhà in. Sau bốn năm học tại Liên đoàn, khi visa du học của bà hết hạn, Pusey chuyển đến Anh để sống cùng hai anh em ở London và tiếp tục việc học của mình.

## Sự nghiệp
Năm 1968, Pusey có triển lãm cá nhân đầu tiên của mình tại Galerie Louis Soulanges ở Paris. Bà trở về Mỹ và tác phẩm của bà đã được giới thiệu trong một triển lãm nhóm lớn năm 1971 mang tên Nghệ sĩ đen đương đại ở Mỹ tại Bảo tàng Nghệ thuật Mỹ Whitney. Một trong những tác phẩm từ triển lãm năm 1971, một bức tranh quy mô lớn Dejygea (1970), nằm trong số những tác phẩm cũng được đưa vào triển lãm năm 2017, Từ trường: Mở rộng trừu tượng của Mỹ, những năm 1960 đến nay, tại Bảo tàng Nghệ thuật Đương đại Kemper.
Bà cũng là giảng viên tại một số trường, bao gồm The New School, Học viện Mỹ thuật Pennsylvania và Đại học Rutgers. Pusey chuyển đến Orange, Virginia, vào năm 1988 và bắt đầu giảng dạy tại Woodberry Forest School, một trường nội trú toàn nam.
Các tác phẩm của Pusey được tổ chức trong các bộ sưu tập cố định của Bộ sưu tập Cochran ở LaGrange, Georgia, Bảo tàng nghệ thuật Birmingham ở Alabama, Bảo tàng Studio ở Harlem  và Bảo tàng nghệ thuật hiện đại ở New York, và Bảo tàng Lịch sử và Văn hóa Quốc gia Mỹ gốc Phi ở Washington, DC 

## Cuộc sống cá nhân và tử vong
Đến năm 2011, Pusey đang trong tình trạng suy giảm sức khỏe và thuộc quyền giám hộ của Sở Dịch vụ Xã hội Quận Cam. Bà mất vào ngày 20 tháng 4 năm 2019, tại Falmouth, Virginia, ở tuổi 90.